# ジル・エアネス

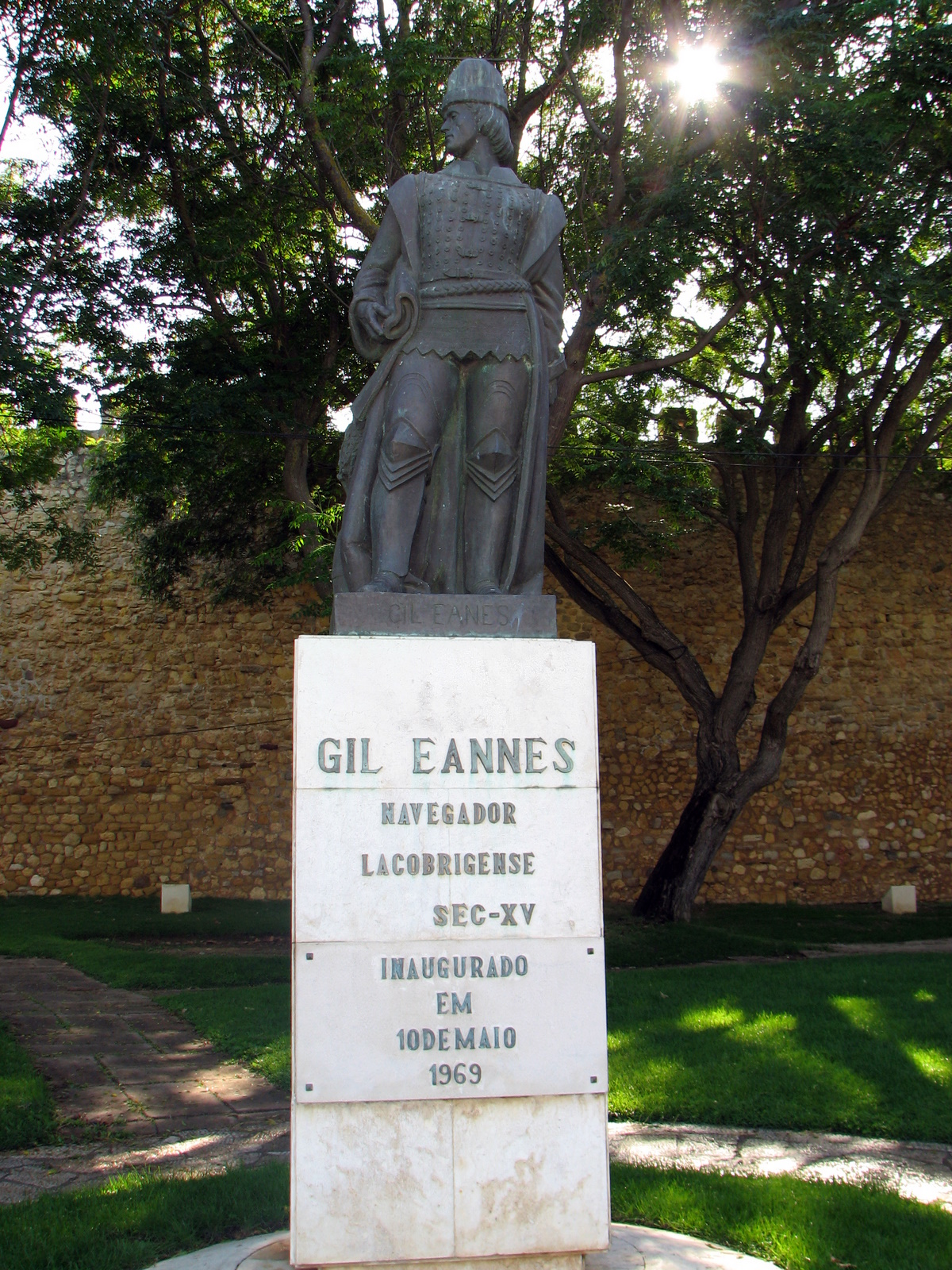
生まれ育ったラゴスの街に立つエアネスの彫像

ジル・エアネス (Gil Eanes ポルトガル語発音: [ʒiɫ iˈɐnɨʃ])は、15世紀のポルトガル人で、航海士であり探検家。
大航海時代のポルトガル人として活躍をみせる前のジル・エアネスの私生活についてはほとんど知られておらず、エンリケ航海王子の使用人であり盾持ちであったのではないかと考えられている。ポルトガルのアルガルヴェ地方の南にあるラゴス出身で、航海の拠点もこの街である 。
1433年に王子の遠征隊に加えられ、大きめの船と人員とを与えられている。この船と船員で当時の知識や装備のレベルでは越えることは不可能だとされていたボハドル岬の周回に挑戦した。ラゴスを出発したエアネスはアフリカの西海岸沿いを進む未知の航海をおこない、結局カナリア諸島へと西に向かった。エアネスはボハドル岬とはほど遠い場所で穏やかに暮らしていた現地の人々を捕まえ、サグレスに捕虜として連れ帰った。そして旅の最中に冒した危険がいくつもあったと言い訳をし、エンリケ王子にその失敗の詫びの品としたのだ 。しかし謁見したエアネスを待っていたのは、冷遇であり次の航海の延期だった。王子はあくまで岬を一周してくることをエアネスという航海士に期待していたのである。許しを得て二度目があるならば翌年は航海に戻ることを望んだ彼に、1434年、名誉挽回の好機が訪れた。エアネスのバーケンティン型キャラベルと乗組員たちはついにボハドル岬を越えて、サグレスまで戻ってくることをやりとげたのだ。そして水質や地質、岬を通過することの難しさについて報告し、航海が成功した証として植物もいくつか持ち帰った。ボハドル岬を抜ける航路を発見したことで、ついにポルトガルによるアフリカ探検が始まるのである。
1435年にはアフォンソ・バルダイアと共にさらなる航海を行っている。2人はボハドル岬の南をおよそ30リーグ(144 km)、あるいは50リーグ (240 km)も進んだ先のアフリカ沿岸に到達した。 ただちに住民を発見することはできなかったが、航海を終えるまでに人が暮らしている痕跡を認めるなど優れた結果を残した。彼らは自分たちが停泊したその小湾に「Angra dos Ruivos」（赤い入り江）と名づけている。この水域にはガーネットにも似た魚が数え切れないほど泳いでいることにちなんだものであった。　

## ジル・エアネスに因む命名
故郷であるポルトガルのラゴス市の広場の一つに彼の名が付けられている。
カーボベルデのサン・ヴィセンテ島にあるミンデロ市には彼の名が付けられた学校があった（Liceu Gil Eanes）。1930年代、この学校は島の最高学府だった。現在、この学校はEscola Jorge Barbosaとして知られており、カーボベルデ大学（University of Cape Verde）の一部となっている。
1955年に就役したポルトガル海軍の病院船「Gil Eannes (ship)」は退役したのち、ヴィアナ・ド・カステロに係留されて記念艦（博物館）兼ユースホステルとなっている。